# شهرستان سیمران (اکلاهما)
شهرستان سیمران، اکلاهما (به انگلیسی: Cimarron County, Oklahoma) شهرستانی در ایالات متحده آمریکا است که در اکلاهما واقع شده‌است.

## خصوصیات
شهرستان سیمران ۴٬۷۶۸٫۱۹ کیلومترمربع مساحت دارد.